# Mémorial de la Shoah
Das Mémorial de la Shoah (französisch auch Centre de documentation juive contemporaine, CDJC, deutsch Schoah-Gedenkstätte) ist der zentrale Gedenkort an den Holocaust in Frankreich. Schwerpunkt ist die Judenverfolgung im besetzten Frankreich und im Bereich des Vichy-Regimes 1940–1944. Das Mémorial de la Shoah ist zugleich ein Museum mit verschiedenen Möglichkeiten, sich über die Geschichte der Juden in Frankreich und Europa und den französischen Widerstand gegen die sogenannte „Endlösung der Judenfrage“ zu informieren. Das Museum wurde im Januar 2005 im Marais im 4. Pariser Arrondissement ganz in der Nähe des Rathauses eröffnet. 

## Wichtige Bestandteile

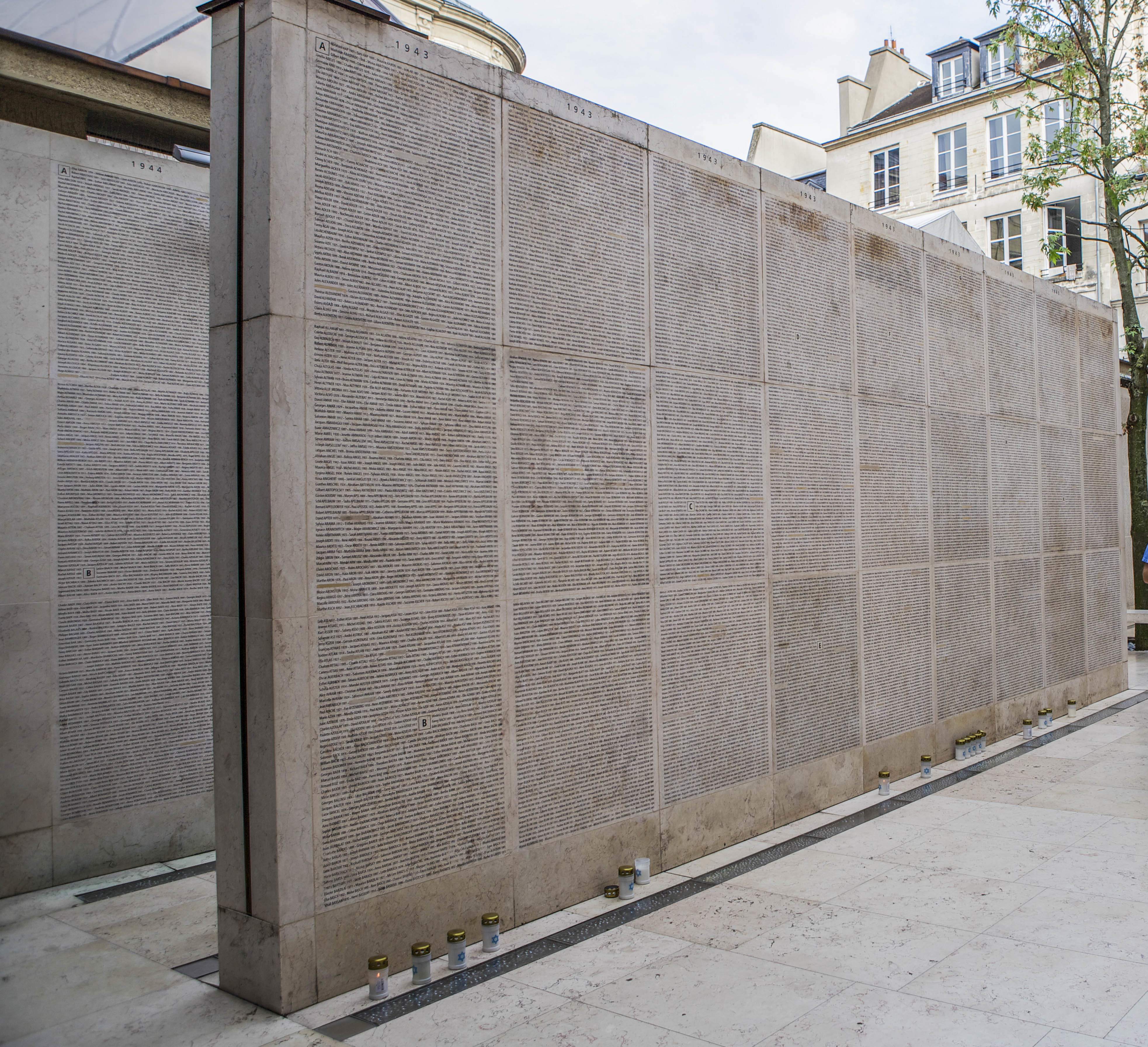
Mur des Noms (2014)

Die wichtigen Bestandteile der Gedenkstätte sind 
- Le parvis (Der Hof)
- Le fronton (Die Gedenkwand)
- die Mauer der Namen (mur des Noms)
- der Saal der Karteikarten (fichier juif)
- die Wand mit den Namen der Gerechten unter den Völkern aus Frankreich
- die Krypta
- die Bibliothek (mit diversen Recherchemöglichkeiten)

## Inschrift der Gedenkwand

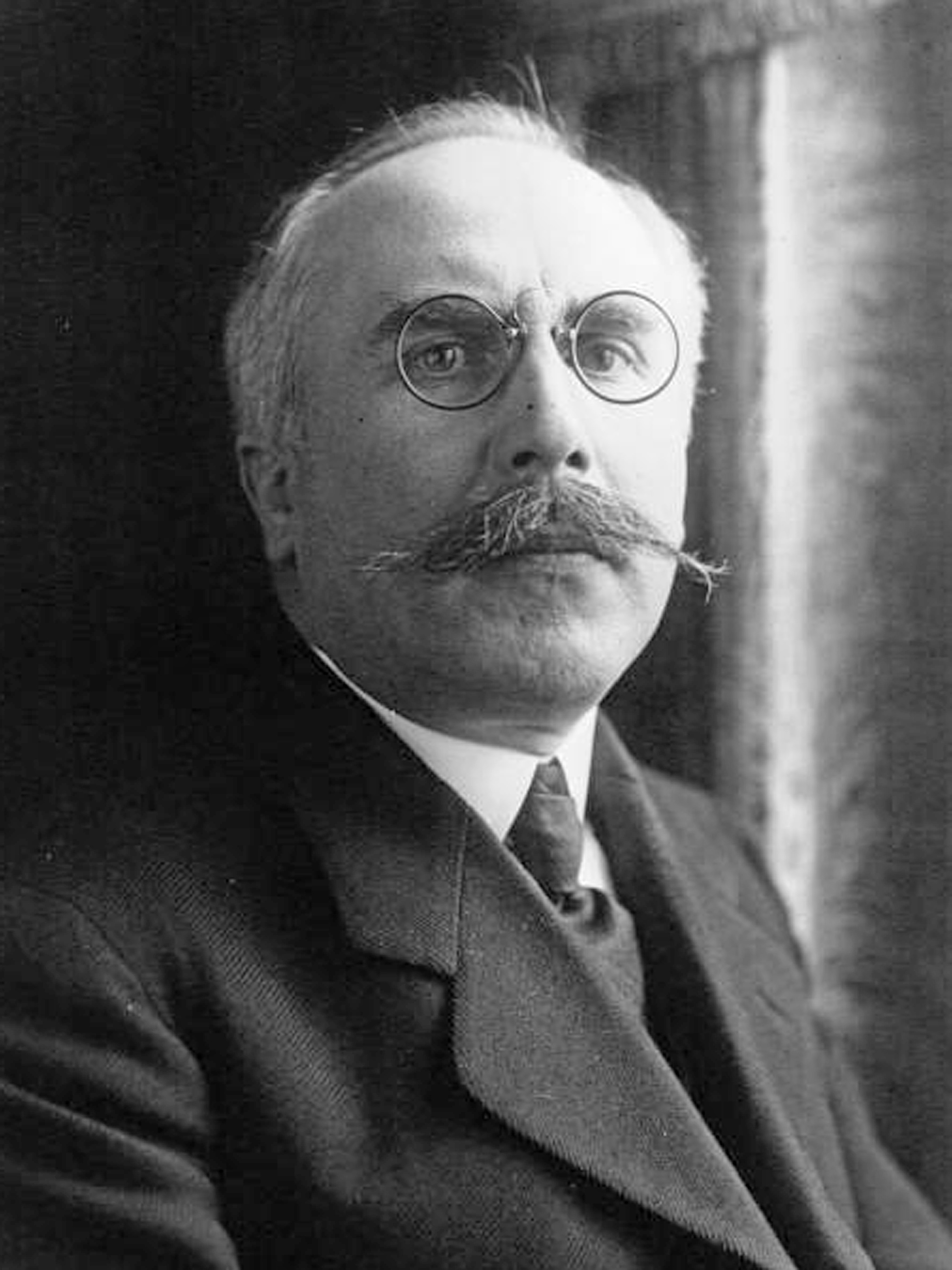
Justin Godart

Devant le Martyr Juif Inconnu
incline ton respect
ta piété pour tous les martyrs,
chemine en pensée avec eux
le long de leur voie douloureuse,
elle te conduira au plus haut sommet
de justice et de vérité.
(von: Justin Godart (1871–1956), ehemaliger Minister, Ehrenvorsitzender des Comité du Martyr Juif Inconnu)
Übersetzung: „Vor dem unbekannten jüdischen Märtyrer zeige deinen Respekt, deine Ehrfurcht vor allen Märtyrern, begleite sie in Gedanken auf ihrem langen Leidensweg, er wird dich auf den höchsten Gipfel der Gerechtigkeit und Wahrheit führen.“

## Vorläufer-Institutionen
Am 28. April 1943 versammelte Isaac Schneersohn in einer Wohnung in der Rue Bizanet in Grenoble im Untergrund 40 Aktive und Verantwortliche der verschiedenen jüdischen Gemeinden und gründete das Centre de Documentation Juive Contemporaine.

## Partner des Zentrums
Partner (Les associations abritées au Mémorial) sind:
- Les Enfants Cachés (ehemals in Frankreich verborgen gehaltene Kinder)
- Mémoire juive de Paris
- Mémoires du convoi 6
- Conseil National pour la Mémoire des Enfants Juifs Déportés (Comejd)

## Mediale Rezeption
Im Film Die Schüler der Madame Anne (frz. Les héritiers, 2014) spielt der Gedenkort eine wichtige Rolle für die Handlung. 

## Weitere Holocaust-Gedenk- und Forschungszentren
- Yad Vashem in Jerusalem, Israel
- Staatliches Museum Auschwitz-Birkenau, Polen
- United States Holocaust Memorial Museum, USA
- Los Angeles Museum of the Holocaust, USA
- Florida Holocaust Museum in Saint Petersburg (Florida, USA)
- Holocaust Memorial Center in Farmington Hills (Michigan, USA)
- Holocaust-Dokumentationszentrum in Budapest